# ژاپن در المپیک تابستانی ۱۹۵۶

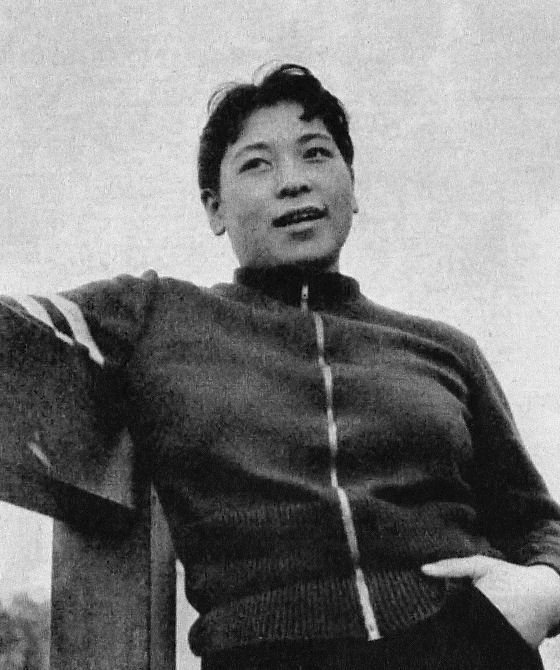
کیکو تاناکا، ورزشکار ژاپنی در المپیک ۱۹۵۶

ژاپن در بازی‌های المپیک تابستانی ۱۹۵۶ که در شهر ملبورن استرالیا برگزار شد، کاروان ژاپن با ۱۱۰ ورزشکار در این رقابت‌ها شرکت کرد و موفق به کسب ۱۹ مدال (۴ طلا، ۱۰ نقره، ۵ برنز) شد. در جدول رتبه‌بندی توزیع مدال‌ها، ژاپن در ردهٔ ۱۰ مسابقات قرار گرفت.